# Eleccions parlamentàries finlandeses de 1913
Les eleccions parlamentàries finlandeses del 1913 del parlament unicameral es van celebrar el dia 1 d'agost de 1913. El partit més votat fou el socialdemòcrata.
Altra vegada, el tsar rus Nicolai II havia dissolt el parlament i ordenat noves eleccions. La participació electoral (51,1%) va ser la més baixa de totes les eleccions parlamentàries. Per única vegada, menys de la meitat de les dones (46,7%) van votar, els homes no van votar gaire més: 55,9%. A causa del segon període de repressió, les eleccions no tenien gaire importància, com que el poder del parlament s'havia reduït notablement. El nou parlament es va reunir per primera vegada el febrer de 2014. L'esclat de la Guerra Mundial el 1914 va donar motius al despota rus per ajornar la convocatòria del parlament fins que acabés l'estat d'excepció. El parlament no es va reunir ni una vegada en 1915 i el 1916.

## Resultats
|                     |                                |           |        |          |     |  |
| Partit              | Partit                         | Vots      | %      | Escons   | +/– |  |
|                     | Partit Socialdemòcrata         | 312,214   | 43.11  | 90 / 200 | 4   |  |
|                     | Partit Finlandès               | 143,982   | 19.88  | 38 / 200 | 5   |  |
|                     | Partit Jove Finlandès          | 102,313   | 14.13  | 29 / 200 | 1   |  |
|                     | Partit Popular Suec            | 94,672    | 13.07  | 25 / 200 | 1   |  |
|                     | Lliga Agrària                  | 56,977    | 7.87   | 18 / 200 | 2   |  |
|                     | Unió de Treballadors Cristians | 12,850    | 1.77   | 0 / 200  | 1   |  |
|                     | Altres                         | 1,296     | 0.18   | 0 / 200  | =   |  |
| Total               | Total                          | 724,304   | 100    | 200      | =   |  |
|                     |                                |           |        |          |     |  |
| Vots vàlids         | Vots vàlids                    | 724,304   | 99.13  |          |     |  |
| Invàlids / en blanc | Invàlids / en blanc            | 6,345     | 0.87   |          |     |  |
| Vots totals         | Vots totals                    | 730,649   | 100.00 |          |     |  |
| Votants Registrats  | Votants Registrats             | 1,430,135 | 51.09  |          |     |  |
| Font: Mackie & Rose |                                |           |        |          |     |  |